# Luísa Castel-Branco
Maria Luísa Pires Pereira da Costa Caldeira Castel-Branco (Lisboa, Santa Isabel, 12 de abril de 1954) é uma jornalista, Apresentadora de televisão e Escritora portuguesa.

## Biografia
Redatora do jornal Semanário, mais tarde fez parte do grupo fundador da revista Máxima, onde se manteve mesmo depois de assumir a assessoria de imprensa do Ministro das Obras Públicas. Em 1999 aceitou o convite para fazer parte do projeto de cabo Canal Notícias de Lisboa (CNL), onde conduzia o programa Luísa. Depois desta experiência, ingressou na televisão generalista — primeiro na TVI, apresentando em 2000 o concurso Dinheiro à Vista; e, mais tarde, na RTP1, onde apresentou o programa diário Emoções Fortes e, a seguir, o concurso O Elo Mais Fraco. Depois de uma pausa, voltou aos programas em direto, com Noites Interactivas, no canal 21 da TVCabo.. Depois de, em 2001, ter publicado Luísa – o seu primeiro livro –, estreou-se no romance com Alma, seguido de Mistérios da Vida, uma obra que atingiu elevados números de vendas. Atualmente, na televisão, dedica-se ao comentário de atualidades sociais em Passadeira vermelha, na SIC Caras.
Participou como atriz em três projetos: 
- Café da Esquina, sitcom da RTP em 2000
- Doce Fugitiva, novela da TVI em 2007
- Coração D'Ouro, novela da SIC em 2015

## Família, casamento e descendência
É filha do jornalista José Manuel Vieira Pereira da Costa (Leiria, Monte Real, 20 de novembro de 1928 – Lisboa, 6 de junho de 1982), filho de José Manuel Andrade Marcelly Pereira da Costa e de Conceição Vieira Tomé, e de sua mulher Olga Amélia Pires (Lisboa, Santa Isabel, c. 1930 – 19 de julho de 2020).
Casou primeira vez em Lisboa, Santa Isabel, a 2 de abril de 1979 com António Mendo Graça Caldeira de Castel-Branco (Oeiras, Oeiras e São Julião da Barra, 5 de março de 1949), bisneto do 1.º Visconde de Alter do Chão e sobrinho-tetraneto do 1.º Barão de Brissos, de quem se divorciou, cerca de 1990, e de quem tem dois filhos e uma filha: 
- António Mendo da Costa Caldeira Castel-Branco (Lisboa, São Sebastião da Pedreira, 15 de janeiro de 1979), casado com Rita Maria Pedroso da Costa Garcia, de quem teve gémeos, que nasceram a 23 de novembro de 2012.[8]
- Gonçalo da Costa Caldeira Castel-Branco (26 de novembro de 1980), empresário, tem uma filha de Maria Mafalda Gonçalves Guedes de Campos (Lisboa, São Jorge de Arroios, 2 de junho de 1978), trineta do 2.º Conde da Foz e 1.º Marquês da Foz: 
  - Maria Inês de Campos Caldeira de Castel-Branco (24 de outubro de 2004)
- Maria Inês da Costa Caldeira Castel-Branco (Lisboa, 25 de fevereiro de 1982), que manteve uma relação com Filipe Luz de Albergaria Pinto Soares (2 de abril de 1974), da qual nasceu um filho:
  - Simão de Castel-Branco Pinto Soares (Lisboa, 11 de outubro de 2010)[9]

Desde 1995, vive em união de facto com Francisco Colaço.

## Obra literária
- Luísa (2001)
- Alma e os mistérios da vida (2008)
- Não digas a ninguém (2009)
- Nini e a sua amiga bolota (2010)
- Para ti (2010)
- Diz-me só a verdade (2012)
- Não desistas de mim (2013)
- Estranho lugar para amar (2014)
- Nos teus olhos vejo o mundo (2016)
- 1001 razões para mudar tudo (2016)
- Para ti (2017)
- Quando eu era pequenina (2020)
- O amor é uma invenção dos pobres (2022)

## Programas apresentados
- Luísa, CNL 1999-2000
- Dinheiro à Vista, TVI 2000
- Emoções Fortes, RTP 2000-2002
- Noites Interactivas, TV Cabo 2002
- O Elo Mais Fraco, RTP 2002-2003
- Vícios e Virtudes, SIC Mulher 2003-2004

## Programas como comentadora
- Elas Sobre Eles, SIC Mulher 2005
- Júri no concurso Casamento de Sonho, TVI 2007
- A Verdade Compensa, SIC 2008
- Passadeira Vermelha, SIC 2013-2020
- Dois às 10, TVI  2021 - presente
- O Amor Acontece, TVI 2021
- Big Brother 2021, TVI 2021
- Big Brother Famosos 2022, TVI 2022
- Big Brother Famosos 2022 - 2ª Edição, TVI 2022
- Big Brother - Desafio Final 1, TVI 2022
- Big Brother 2022, TVI 2022
- A Ex-periência, TVI 2023
- O Triângulo, TVI 2023
- Casamento Marcado, TVI 2023
- Big Brother 2023, TVI 2023
- Big Brother - Desafio Final 2, TVI 2024
- Big Brother 2024, TVI 2024
- Dilema, TVI 2024
- Secret Story - Casa dos Segredos (8.ª edição), TVI 2024
- Secret Story - Desafio Final 5, TVI 2025
- Big Brother 2025, TVI 2025
- Big Brother Verão, TVI 2025